# Dyspepsi
Dyspepsi är en symptombild med magsmärta, halsbränna, sura uppstötningar, illamående, tidig mättnadskänsla och andra symptom, vilka ofta uppstår i anslutning till att äta. Orsaker kan vara magsår (ulcus), magkatarr, refluxesofagit (inflammation i matstrupen), cancer eller störning i magtarmkanalens motoriska rörelser.
Behandlingen kan riktas till att lindra besvären, eller behandla grundorsaken om det behövs. Orsakerna till dyspepsi är antingen organiska eller funktionella. Till de organiska tillhör magsår, magsäckscancer och reflux med katarr i matstrupen. Om dessa orsaker uteslutits liksom annan åkomma i gallväggar, bukspottkörtel och tarmar kallar man dyspepsin funktionell. Åtminstone hälften av alla med dyspepsi hör till den funktionella gruppen. Försök har gjorts att dela in dyspepsin efter hur dominerande olika symptom är, men betydelsen av sådan ytterligare klassindelning har blivit ifrågasatt. 
Behandling av organisk dyspepsi beror på den underliggande sjukdomen. För funktionell dyspepsi kan syrahämmare, exempelvis protonpumpshämmare (omeprazol) ha ett visst värde, en meta-analys av Statens beredning för medicinsk utvärdering säger att "Medel som hämmar saltsyraproduktionen i magsäcken har en begränsad men signifikant positiv effekt på symptomen vid funktionell dyspepsi (Evidensstyrka 3)."